# Obuchowka (rejon korieniewski)
Obuchowka (ros. Обуховка) – wieś (ros. село, trb. sieło) w zachodniej Rosji, w sielsowiecie lubimowskim rejonu korieniewskiego w obwodzie kurskim.

## Geografia
Miejscowość położona jest nad rzeką Snagost, 7 km od centrum administracyjnego sielsowietu lubimowskiego (Lubimowka), 14,5 km od centrum administracyjnego rejonu (Korieniewo), 99 km od Kurska.
W granicach miejscowości znajduje się 175 posesji.

## Demografia
W 2010 r. miejscowość zamieszkiwało 291 osób.